# Stenocercus chlorostictus
Stenocercus chlorostictus este o specie de șopârle din genul Stenocercus, familia Tropiduridae, descrisă de Cadle 1991. Conform Catalogue of Life specia Stenocercus chlorostictus nu are subspecii cunoscute.